# Nobel Valentini
Nobel Valentini est un arbitre international uruguayen de football des années 1940 et un joueur de water-polo,.

## Carrière
Il a officié en Copa Rio Branco et en Copa América : 
- Copa Rio Branco 1940 (1 match)[3]
- Copa América 1945 (8 matchs)[3]
- Copa América 1946 (4 matchs)[3]